# Ходочашће
Ходочашће (исламски хаџилук или хаџ) је дугачко путовање на одређено место које има свој значај из специфично верских разлога („свето место“). Особа која врши ходочашће назива се ходочасник (исламски хаџија).
Хришћани на ходочашће одлазе у посету Христовом гробу, у светом хришћанском граду Јерусалиму. Након ходочашћа, ходочасник има право да на своје име дода префикс Хаџи-. Многа презимена потичу од таквих предака, јер се тај статус сматрао врло престижним (Хаџи-Петровић на пример).
У симболичком смислу ходочашће је упоредо инициалистичи акт и дело предаје. Налази се у религијама које придају посебан значај и снагу одређеним местима. У хиндуизму представља главна ходочасничка места, тзв. чардхам. У Јудаизму ходочашће у Сило и касније у Јерусалим где је била Господова светиња. У будизму су значајна места та која су спојена са животом Буде, а у хришћанству са животом Исуса Христа или неког од светаца, док је у исламу, овим местом, Мека родно место Мухамедово. Удаљене храмове и светиње посећивали су и стари Грци и Римљани а слично и Германи.
У хришћанској Европи се у циљевима ходочашћа нарочито ка месним црквама у дане њиховог освештавања или на дан свеца њихових патрона, усредсређује друштвени живот рачунајући и комедијанте. Са поступањем стеизацује се овај обичај осамосталио од религиозног порекла и ходочашће у профаном свету постаје синоним забавног парка.

## Залеђина
Особа која направи такво путовање назива се ходочасником. Као уобичајено људско искуство, Волас Клифт и Џин Далби Клифт су предложили ходочашће као јунговски архетип. Нека истраживања су показала да људи који се баве ходочасничким шетњама имају од тога биолошке, психолошке, социјалне и духовне терапеутске користи.
Света земља делује као жариште за ходочашћа аврамских религија јудаизма, хришћанства и ислама. Према студији Универзитета у Стокхолму из 2011. године, ови ходочасници посећују Свету земљу да би додирнули и видели физичке манифестације своје вере, потврдили своја веровања у светом контексту уз колективно узбуђење и лично се повезали са Светом земљом.
Хришћански свештеник Френк Феј пише да је ходочасник „увек у опасности да постане туриста“, и обрнуто, пошто путовање увек по његовом мишљењу поремети утврђени поредак живота код куће и он идентификује низ разлика између њих.

## Ходочашће у Јудаизму
Стари и Нови Закон представља Јевреје који путују сваке године на ходочашће три пута у Јерусалим. Неколико пророка предузима такође своје лично ходочашће на Синајску гору где се сусреће са Господом. И данас су нека места за Јевреје јако значајна- позната је нпр. молитва код Зида плача- остатака западне стране јерусалимског храма који је дефинитивно уништен 70. године.

## Ходочашће у будизму
Ходочашће у будизму (пали: cetiyacārikā или vandanacārikā) није обавеза (као нпр. у исламу), мада је врло популарна пракса. Будисти углавном посећују места где су се догодила четири најзначајнија догађаја у Будином животу -- Лумбини где је рођен, Бод Гају где се постигао пробуђење, Сарнат где је први пут објавио учење (дхамму) и Кусинару где је преминуо.
Прва особа за коју се зна да је ишла на ходочашће био је краљ Ашока, које је око 260. п. н. е. отишао у Бодх Гају, и у Лумбини десетак година касније. Најчувенији будистички путопис свих времена настао је из пера кинеског ходочасника Хсуан Тсанга. Овај будистички монах провео је 16 година на ходочашћу у Индији и касније веома детаљно описао то путовање. У будистичким земљама верници данас такође често путују у значајне храмове или манастире.

## Ходочашћа у хришћанству

### Старовековна пракса
Хришћани су имали већ у 2. веку поштовање према гробовима мученика и ка њима су долазили и ту су се молили. Од 4. века почињу ходочасници путовати до Свете земље на места која су спојана са животом Исуса Христа. Узорем за хришћанска ходочашћа су била путовања Израелаца у јерусалимски храм. Ходочашћа су хришћани предузимали као покајања за грех и жеље за очишћењем и посвећењима.

### Ходочашћа у средњем веку
У средњем веку хришћанско ходочашће постаје доживљај за веру а пут је често веома дугачак, тежак и опасан. Међу најобљубљенија места се бележи Јерусалем а поред тога и Рим као место мучења апостола те Сантијаго де Компостела као место многих старохришћанских мученика. Давање ноћења путницима било је један од гестова милосрдачности и стварало је део дела спојаног са ходочашћима.

### Ходочашћа и крсташки ратови
У раном средњем веку спадали су у најзначајнија ходочасничка места, места спојена са животом Исуса Христа у Светој земљи. После заузимања Јерусалима од стране Турака 1078. године ови путеви нису више били сигурни за путнике хришћане и то је повело до тежње да се у хришћанство опет Света земља добије натраг и 1095. године је дошло до Првог крсташког рата који је сазван од стране папе Урбан II и 1099. је освојен Јерусалим а за одбрану путника и њихову сигурност настају витешки редови. Ово доба не траје дуго и 1187. године султан Саладин добија Јерусалим а 1291. године пада и последње упориште и крсташко утврђење у Светој земљи.

### Маријанска ходочасна места
Маријанска ходочасна места нису места која су спојена са животом Девице Марије већ су то места на којим се приказала Девица Марија. или ка слици или скулптури којим се придавала натприродна снага. Међу најзначајнија маријанска ходочасничка места спада Лурд, Фатима, Лорето, Ла Салета и др.

### Ходочашћа за годишњице
Сваке године су се вршиле прославе у месним црквама за годишњице када је освећена црква или на дан патрона цркве којем је црква посвећена. На те дане је у том месту био концентрисан живот из целе области.

### Ходочашћа у англиканским и протестантским црквама
Значајна места за ходочашћа у англиканским црквама су били гроб Томаса Бекета у Кантебуриу. Већина других протестантских цркава на признаје ходочашћа официјелно али за лутеране су од значаја места спојена са животом Мартина Лутера као нпр. Витенберг или тврђава Вартбург и ова места се такође посећују.

## Ходочашће у исламу
У исламу се ходочашће назива још и хаџилуком односно хаџом. Хаџилук је један од пет стубова ислама и обавеза сваког муслимана. Уколико му то здравље и финансијске могућности дозвољавају, сваки муслиман треба барем једанпут да посети Меку.

## Ходочашће у осталим религијама
Индуси путују на више места а главна четири од њих ствара тз. чардхам и они верују да овај пут води ка ослобађању од циклуса поновног рођења.

## Ходочашће као забавни парк
У Европи је место ходочашћа било центар друштвеног живота и због тога се ка њему прикључивао и забавни програм који је најме за децу био најпривлачнији део ходочашћа. По местима ходочашћа су били присутни са својим опремама власници рингишпила, љуљачки, стрељана и сл.